# Ernst Haas
Ernst Haas (2. března 1921, Vídeň, Rakousko – 12. září 1986, New York, USA) byl rakousko-americký fotoreportér a fotograf.

## Životopis
Ernst Haas se narodil a vyrůstal ve Vídni. Od raného dětství se začal zajímat o fotografii. V roce 1950 pořídil několik emotivních fotografií příjezdu prvního vlaku válečných zajatců. Zhotovil je pro časopisy Der Film a Heute jako fotograf na volné noze. Právě tyto obrázky na něj upoutaly pozornost veřejnosti. Haas se brzy připojil k agentuře Magnum. Od roku 1951 začal Haas ve své práci pro časopisy Life, Look, Vogue a Holiday a častěji používat barevný film. Haas nakonec vytvořil newyorskou reportáž s názvem Color Magic in Motion. Po této sérii začala hlavní roli v jeho životě senzační fotožurnalistika opouštět.

## Tvorba
V roce 1964 vytvořil sérii Dny stvoření pro film Johna Hustona Bible. Doprovodná sbírka Stvoření byla vydána v roce 1971. Sbírky jeho prací „Flower Show“ a „Flowers“, vydané v roce 1983, ukázaly, že květiny a jejich fragmenty byly během tohoto období důležitou součástí jeho tvorby. V roce 1986, krátce před svou smrtí, představil Haas svoji výstavu Abstrakce.

## Vybraná ocenění
- Newhouse Award, Syracuse University, 1958
- The Cultural Award, German Society for Photography (DGPh), 1972[1]
- Wilson Hicks Medal, University of Miami, 1978
- Hasselblad Photographer of the Year, 1986[2]
- Leica Medal of Excellence: Master of Photography, 1986

## Publikace

### Publikace věnované Haasovi
- Mainiči šinbun. Erunsuto Hāsu: Karā shashinten ({エルンストハース カラー写真展). Tokyo: Seibu, 1962. (japonsky)
- Ernst Haas. The Creation. New York: The Viking Press, 1971.
- Ernst Haas. In America. New York: The Viking Press, 1975.
- Ernst Haas. In Germany. New York: The Viking Press, 1977.
- Ernst Haas. Himalayan Pilgrimage, text: Gisela Minke. New York: The Viking Press, 1978.
- Ernst Haas. The Creation. Revised ed. New York: The Viking Press, 1983.
  - Ernst Haas. Tenji sōzō: Za kurieishon (天地創造 ザ・クリエイション). Tokyo: Shogakukan, 1993. ISBN 4096800821. (japonsky)
- Bryn Campbell. Ernst Haas. The Great Photographers. Londýn: Collins, 1983. ISBN 0004119363.
- Ernst Haas. Ernst Haas Color Photography. New York: Abrams, 1989.
- Alexander Haas and Jim Hughes, eds. Ernst Haas in Black and White. Úvod: Jim Hughes. Boston: Little, Brown, 1992.
- Erunsuto Hāsu ten: Shashin de kanaderu shikasai no shi (エルンストハース展 写真で奏でる色彩の詩). Tokyo: Pacific Press Service, 1993. ISBN 4938635402. (japonsky)
- Color Correction. Göttingen: Steidl, 2011. Editor: William A. Ewing. ISBN 978-3869301365. Esej: Phillip Prodger.

### Publikace s přispěním Haase
- Edward Steichen, ed. The Family of Man. New York: The Museum of Modern Art, 1955.
- L. Fritz Gruber. Grosse Photographen unseres Jahrhunderts. Darmstadt: Deutsche Buch-Gemeinschaft, 1964.
- The Camera. Life Library of Photography. New York: Time-Life Books, 1970.
- Color. Life Library of Photography. New York: Time-Life Books, 1970.
- The Great Themes. Life Library of Photography. New York: Time-Life Books, 1970.
- Arnold Ehrlich. The Beautiful Country: Maine to Hawaii. New York: The Viking Press, 1970.
- Great Photographers. Life Library of Photography. New York: Time-Life Books, 1971.
- Photographing Children. Life Library of Photography. New York: Time-Life Books, 1971.
- The Studio. Life Library of Photography. New York: Time-Life Books, 1971.
- Cornell Capa, ed. The Concerned Photographer 2. New York: Grossman, 1972.
- The Grand Canyon. The American Wilderness, editor: Robert Wallace. New York: Time-Life Books, 1972.
- Frontiers of Photography. Life Library of Photography. New York: Time-Life Books, 1972.
- Photography Year/1973 Edition. New York: Time-Life Books, 1972.
- Cactus Country. The American Wilderness, editor: Edward Abbey. New York: Time-Life Books, 1973.
- Hellmut Andics and Ernst Haas. Ende und Anfang. Wien, Hamburg, and Düsseldorf: Paul Zsolnay and Econ Verlag, 1975.
- Photography Year/1975 Edition. New York: Time-Life Books, 1975.
- Venice. The Great Cities, editor: Aubrey Menen. Amsterdam: Time-Life Books, 1976.
- Photography Year/1976 Edition. New York: Time-Life Books, 1976.
- Roland Wolf. Was die Menschheit Bewegt: Ich und die Anderen. Munchen: proSport, 1977.
- Roland Wolf. Was die Menschheit Bewegt: Wir in unserer Welt. Munchen: proSport, 1977.
- Samuel S. Walker (text) and Ernst Haas (photographs). Realms of Light: A Collection of Poetry through the Ages. New York: Walker and Company, 1978. ISBN 0802706193.
- Bryn Campbell. Exploring Photography. London: British Broadcasting Corporation, 1978.
- The Editors of Eastman Kodak Company. The Joy of Photography. Reading, Mass.: Addison-Wesley, 1979.
- Roland Wolf. Zukunft unserer Kinder, 2 vols. Munchen: proSport, 1979.
- Helen Gee. Photography of the Fifties: An American Perspective. Tucson: Center for Creative Photography, The University of Arizona, 1980.
- Roland Wolf and Karl Wadosch. Lake Placid. 80 Munchen: proSport, 1980.
- Bryn Campbell, ed. World Photography. New York: Ziff-Davis Books, 1981.
- The Art of Photography. rev. ed. Life Library of Photography. Alexandria, Va.: Time-Life Books, 1981.
- Color. Rev. ed. Life Library of Photography. Alexandria, Va. Time-Life Books, 1981.
- Photography Year 1981 Edition. Alexandria, Va. Time-Life Books, 1981.
- Renate Gruber and L. Fritz Gruber. Das Imaginare Photo-Museum, dumont foto 3, Cologne: DuMont Buchverlag, 1981.
- Roland Wolf. Freiheit, Die Ich Meine, 2 vols. Munchen: proSport, 1981.
- Travel Photography. Rev. ed. Life Library of Photography. Alexandria, Va. Time-Life Books, 1982.
- George Walsh and Colin Naylor, Michael Held. Contemporary Photographers. New York: St. Martin s Press, 1982.
- Great Photographers. Rev. ed. Life Library of Photography. Alexandria, Va.: Time-Life Books, 1983.
- Photojournalism. Rev. ed. Life Library of Photography. Alexandria, Va.: Time-Life Books, 1983.
- Roland Wolf and Elfie E Wolf. Frieden. Nlunchen: proSport, 1983.
- Olympus Optical Co. One Moment of the World, Photovision, vol 2. Tokyo: Olympus,1984.
- Brian Brake, ed. Focus on New Zealand. Auckland, New Zealand: Collins, 1986.
- Jay Maisel, ed. The Most Beautiful Places in the World: Impressions of Ten Master Photographers. New York: Friendly Press, 1986.
- International Center of Photography. Master Photographs From Pfa Exhibitions, 1959–67 New York International Center of Photography,1988.
- William Manchester, ed. In Our Time: The World as Seen by Magnum Photographers, W.W. Norton, 1989.
- Martin Harrison, ed. Appearances: Fashion Photography since 1945. New York: Rizzoli, 1991.
- „The Spanish West“. 1994
- Time Books. Eyewitness, 150 Years Of Photojournalism. Richard Lacayo and George Russell. 1995. New York, N.Y.
- Magnum Landscape, Phaidon, London, 1996.
- Handy, Ellen. Reflections in Glass Eye. Bulfinch Press/ICP, New York, 1999.

## Výstavy

### Samostatné výstavy
- 1947: American Red Cross Headquarters, Vienna, Austria
- 1960: Ernst Haas, Cologne, Germany, photokina 1960
- 1962: Ernst Haas: Color Photography, New York, the Museum of Modern Art[3][4][5][6]
- 1962: Ernst Haas: Color Photography, sponzor: Mainichi Newspapers, Japonsko
- 1963: Ernst Haas World of Color, sponzor: Eastman Kodak, exhibited on five different continents.
- 1964: Ernst Haas/Color Photography, St. Louis, Steinberg Hall, Washington University
- 1964: Poetry in Color, New York, The IBM Gallery
- 1965: The Art of Seeing, an exhibition organized by Kodak that traveled to Mexico, England, France, Germany, Austria, Spain, the Netherlands, Belgium, Finland, Southeast Asia, Japan, and Brazil
- 1968–1971: Angkor and Bali: Two Worlds of Ernst Haas, Asia House Gallery, New York. Under the auspices of The American Federation of Arts traveled to Grand Valley State College, Allingdale, Mich.; Royal Ontario Museum, Toronto; Stephens College, Columbia, Mo.; University of Manitoba, Canada; Kent School Kent, Conn.; University of Arkansas, Fayetteville
- 1971: The Creation, Rizzoli Gallery, New York
- 1972: Ernst Haas nach Krieg (After the War), Museum des 20 Jahrhunderts; Kulturhaus, Kulturamt der Stadt, Graz, Vienna and Graz
- 1972: Ernst Haas: Die Schöpfung (The Creation), photokina 1972, Cologne
- 1973: Ernst Haas: Die Schöpfung (The Creation), Photomuseum im Munchner Stadtmuseum, Munich
- 1973: Ernst Haas (Returning Soldiers), Landesgalerie im Schloss Esterhazy, Eisenstadt
- 1973: Ernst Haas: Die Schöpfung (The Creation), Österreichisches Museum für Angewandte Kunst, Vídeň
- 1973: The Creation, Kodak Gallery, Londýn
- 1975: Ernst Haas: Postwar Photographs, 1945–1949, Austrian Institute, New York
- 1976: Ernst Haas, Space Gallery, New York
- 1976: Ernst Haas: An American Experience, International Center of Photography, and Port Washington Public Library, New York
- 1976–1977: Ernst Haas, La Fotogalería, Madrid
- 1978: In Deutschland, photokina 1978, Cologne
- 1978: The Creation and Other Dyes, Space Gallery, New York
- 1980: The Creation, Elayne Art Gallery, Minneapolis, Elayne Art Gallery
- 1982: Ernst Haas: Heimkehrer (Returning Soldiers), Salzburg, Galerie Fotohof
- 1984: St. Louis Botanical Garden
- 1985: Ernst Haas, Western States Museum of Photography, Santa Barbara
- 1986: To See, To Be, Rochester Institute of Technology, Rochester
- 1986: Ernst Haas Photographs, Larry Kauffman Galleries, Houston
- 1986: Ernst Haas, Silver Visions Gallery, Newton Upper Falls, Mass.
- 1986: 1921 Ernst Haas: 1986, Museum des 20. Jahrhunderts, Vídeň
- 1987: Ernst Haas, Rshsska Konstslsjdmuseet, Gothenborg, Sweden
- 1992: Ernst Haas in Black and White, International Center of Photography, New York
- 1992: American Photographs 1950–1975, Howard Greenberg Gallery, New York
- 1993: Unpublished Black and White Images, A.O.I. Gallery, Santa Fe, New Mexico
- 1993: Ernst Haas in Black and White, The Camera Obscura Gallery, Denver, Colorado
- 1994: Rediscovery of a New Vision, A.O.I. Gallery, Santa Fe, New Mexico
- 1994: Ernst Haas in Black and White, Kathleen Ewing Gallery, Washington, D.C.
- 1994: Ernst Haas in Black and White, Etherton Gallery, Tucson, Arizona
- 1996: Ernst Haas (1921–1986) Photographien, Neue Galerie der Stadt Linz, Austria
- 1998: Only Time will Tell, Michael Hoppen Photography, London, U.K.
- 1999: Contour and Colour: Ernst Haas an Exhibition of Colour Photography, Connoly's, London, U.K.
- 2000: Ernst Haas: New York, Soho Triad Fine Arts, New York
- 2001: Ernst Haas: Color and Black and White, Ann Shanks Photography Gallery, Sheffield, MA
- 2001: Ernst Haas in Black and White, Ann Shanks Photography Gallery, Sheffield, MA
- 2001: Ernst Haas Reflections, Art of this Century
- 2002: Ernst Haas Reflections, Maison des Arts
- 2002: Ernst Haas: A Re-Creation Part 1 and Part 2, Bruce Silverstein Gallery, New York
- 2002: Ernst Haas Eine Welt in Trummern (A World in Ruins), Museum Der Moderne Rupetinum, Salzburg
- 2005: reCREATION: The first color photography exhibition at MoMA, Bruce Silverstein Gallery, New York[6]
- 2006: Ernst Haas: Hollywood, Farmani Gallery, Los Angeles
- 2006: Ernst Haas: Total Vision, Atlas Gallery, Londýn
- 2009: Force of Nature, Danese, Londýn
- 2009: Ernst Haas: Color Correction, kurátor: William Ewing, New York Photo Festival, New York
- 2010: Exhibition from the book Color Correction, Arles Photo Festival, Arles, Francie
- 2011: The Creation, Portland Museum of Art, Portland, ME
- 2011: The Creation, Weston Gallery, Carmel-by-the-Sea, CA
- 2011: Ernst Haas, Basia Embiricos Gallery and Photo 12 Gallery, Paříž
- 2011: Color Correction, Atlas Gallery, Londýn
- 2011: Ernst Haas: A Photography Retrospective, Post war Vienna 1945–1948, Museum der Moderne, Salzburg
- 2011: History's Big Pictures, Monroe Gallery, Santa Fe, NM
- 2011: Recent Photography Acquisitions, Corcoran Gallery of Art, Washington, DC
- 2012: Ernst Haas: Color Correction, Christophe Guye Galerie, Zurich
- 2012: Ernst Haas: Classics, Duncan Miller Gallery, Bergamot Station, Santa Monica, CA

### Skupinové výstavy
- 2012: Cartier-Bresson: A Question of Colour, Somerset House, Londýn[7]

## Sbírky
Haasova díla jsou v následujících veřejných sbírkách:
- Provincial Museum Voor Kunstambachten, Antwerp, Belgie
- New Zealand Center for Photography, Auckland, Nový Zéland
- Royal Society of Photography, Bath, UK
- Museum of Fine Arts, Boston, Massachusetts, US
- Mint Museum of Fine Art, Charlotte, North Carolina, US
- The Exchange National Bank of Chicago, Illinois, US
- Museum Ludwig, Kolín nad Rýnem, Německo
- Erna and Victor Hasselblad Foundation, Goteborg, Švédsko
- The National Museum of Art, Kjóto, Japonsko
- International Center of Photography, New York, US
- The Metropolitan Museum of Art, New York, US
- The Museum of Modern Art, New York, US
- Philip Morris Companies, Inc., New York, US
- Citibank Art Collection, New York, US
- Westinghouse Electric Corporation, Pittsburgh, Pennsylvania, US
- Reader's Digest, Pleasantville, New York, US
- Squibb Corporation, Princeton, New Jersey, US
- International Museum of Photography at the George Eastman House, Rochester, New York, US
- Kimberly-Clark Corporation, St. Louis, Missouri, US
- Missouri Botanical Garden, St. Louis, Missouri, US
- Museum of Fine Art, St. Petersburg, Florida, US
- Rupertinum Salzburger Museum, Salzburg, Rakousko
- Western States Museum of Photography, Santa Barbara, California, US
- National Museum of Art, Tokio, Japonsko
- Museum Modern Kunst, Vídeň, Rakousko
- Corcoran Gallery of Art, Washington, D.C., US
- National Portrait Gallery, Washington D.C., US
- International Photography Hall of Fame, St.Lous, Missouri, US[8]